# Kyllinga songeensis
Kyllinga songeensis är en halvgräsart som beskrevs av Kaare Arnstein Lye. Kyllinga songeensis ingår i släktet Kyllinga och familjen halvgräs. Inga underarter finns listade i Catalogue of Life.